# 興南駅 (桃園市)
興南駅（こうなんえき）は台湾桃園市中壢区にある桃園機場捷運（桃園捷運機場線）の駅。駅番号は(A20)。普通車が停車する。悠遊卡・一卡通はじめ各種IC交通カード・電子マネーが利用可。

## 利用可能な鉄道路線
- 桃園捷運
  - 機場線（桃園機場捷運）

## 駅構造
ホームは地上2階にある。相対式ホーム2面2線の高架駅。ホームドア設置駅。出口は中豊北路東側に1つある。開業時点での駅構内の案内表示は「往台北」「往中壢（環北を指す）」「往機場」であり、実際の利用時は注意が必要。

### 駅階層
| 地上 三階                      |                                                                        |                                                                    |
| 相対式ホーム、右側のドアが開く |                                                                        |                                                                    |
| 1番線                          | ← 機場線 環北方面（環北駅）                                            |                                                                    |
| 2番線                          | → 機場線 高鉄桃園站・桃園機場(T2・T1)・台北車站方面（桃園体育園区駅）→ |                                                                    |
| 相対式ホーム、右側のドアが開く |                                                                        |                                                                    |
| 地上 一階                      | コンコース                                                             | 出入口、コンコース、自動券売機、自動改札機、エスカレーター、トイレ |

### 駅出口
- 出口1：中豊北路1段

## 利用状況
開業1年半時点の2018年9月での1日平均利用客数（降車客含む）は線内では最も少ない184人だった。
| 年   | 1日平均 | 1日平均 | 1日平均 |
| 年   | 乗車    | 出典    |         |
| ---- | ------- | ------- | ------- |
| 2017 | 90      | [ 3 ]   |         |
| 2018 | 94      | [ 3 ]   |         |

## 駅周辺
- 聖徳基督学院（中国語版）
- 市道113号
- 青埔ゴルフ練習場
- 鉅豊卡丁車場(カート場)
- 老街渓（中国語版）

## バス
桃園市区公車
| 系統 | 事業者   | 区間                             | 備考 |
| ---- | -------- | -------------------------------- | ---- |
| 171  | 桃園客運 | 中壢 - 高鐵桃園駅                |      |
| 172  | 中壢客運 | 中壢 - 国立中央大学 - 高鐵桃園駅 |      |

## 歴史
- 2017年
  - 2月2日 - 桃園機場捷運（桃園捷運機場線）暫定開業（当駅での入出場は扱わない）[4]。
  - 2月16日 - 当駅での整理券方式による無料体験試乗を開始（日中8-16時のみで、利用者数も1日の上限がある）[4]。
  - 3月2日 - 正式開業（4月1日までの1ヶ月は半額）[4]。

## 隣の駅
桃園捷運
機場線（桃園機場捷運）
■直達車
通過
■普通車
桃園体育園区駅 (A19) - 興南駅 (A20) - 環北駅(A21)